# Seewoosagur Ramgoolam
Sir Seewoosagur Ramgoolam (शिवसागर रामगुलाम) (Kewal Nagar, 18 settembre 1900 – Port Louis, 15 dicembre 1985) è stato un politico mauriziano.

## Biografia
Nato nel 1900 a Port Louis, capitale di Mauritius, di origine indo-mauriziana appartenente alla stirpe Bihai, era di religione induista.
Si è laureato alla University College di Londra, e ha frequentato le lezioni presso il London School of Economics. Ramgoolam fu nominato cavaliere durante la Queen's Birthday Honours del 12 giugno 1965.
È stato primo ministro di Mauritius, in carica dal 1968 fino al 1982. In patria è molto amato, tanto da essere conosciuto come il "padre della Nazione". Ramgoolam era un fervente ammiratore del defunto Mahatma Gandhi e seguendo le orme di alcuni paesi asiatici e africani ha lavorato con ardore per il suo paese per ottenere la tanto desiderata indipendenza dal Regno Unito, facendo in modo di evitare alcun spargimento di sangue. Riuscì finalmente ad ottenere l'indipendenza il 12 marzo 1968. Da quella data fino al 1982 è stato primo ministro, dopodiché Anerood Jugnauth assunse la guida del paese.
Durante il periodo di decolonizzazione del terzo mondo, ha guidato il suo paese all'indipendenza dal Regno Unito nel 1968. È stato anche governatore generale a partire dal 1983 fino alla sua morte avvenuta nel 1985.